# Albert Haynesworth
(en) Statistiques sur pro-football-reference
Albert Haynesworth III, né le 17 juin 1981 à Hartsville, est américain, joueur de football américain ayant évolué au poste de defensive tackle au sein de la National Football League pour plusieurs franchises, la dernière étant celle des Buccaneers de Tampa Bay. 
Comme universitaire, il avait joué avec les Volunteers du Tennessee au sein de la NCAA Division I FBS.